# Poecilohetaerus convergens
Poecilohetaerus convergens är en tvåvingeart som beskrevs av Schneider 1991. Poecilohetaerus convergens ingår i släktet Poecilohetaerus och familjen lövflugor. Inga underarter finns listade i Catalogue of Life.